# Polina Orlova
Polina Serguéyevna Orlova –en ruso, Полина Сергеевна Орлова– (Púshkino, 24 de diciembre de 2002) es una deportista rusa que compite en gimnasia rítmica, en la modalidad de conjuntos.
Ganó tres medallas en el Campeonato Mundial de Gimnasia Rítmica de 2021, oro en el concurso completo y en la prueba de 5 con pelota y plata en 3 con aro + 2 con mazas.

## Palmarés internacional
| Campeonato Mundial | Campeonato Mundial | Campeonato Mundial | Campeonato Mundial      |
| Año                | Lugar              | Medalla            | Prueba                  |
| ------------------ | ------------------ | ------------------ | ----------------------- |
| 2021               | Kitakyushu (Japón) | Medalla de oro     | Concurso completo       |
| 2021               | Kitakyushu (Japón) | Medalla de oro     | 5 con pelota            |
| 2021               | Kitakyushu (Japón) | Medalla de plata   | 3 con aro + 2 con mazas |